# آرثر باكلي
آرثر باكلي هو سياسي أسترالي، ولد في 16 يناير 1891، وتوفي في 10 يونيو 1974 في Arncliffe, New South Wales ‏ في أستراليا. نشط حزبياً في حزب العمال الأسترالي. وقد انتخب عضو الجمعية التشريعية لنيو ساوث ويلز ‏.